# 岐阜新聞大垣花火大会
岐阜新聞大垣花火大会（ぎふしんぶんおおがきはなびたいかい）は、岐阜新聞・岐阜放送が1957年（昭和32年）から行っている花火大会。大垣花火大会とも称する。
2024年の開催で68回を数える。

## 概要
- 1957年に水都まつり協賛事業の「水都花火大会」として開催されたのが始まりであり、現在も水都まつり協賛事業である。水都まつりの開催日（8月上旬）に近い土曜日（毎年7月の第4土曜日、または最終土曜日）に行われている（2024年は警備体制を万全にするため、8月25日に変更されている）。
- 打ち上げ数は3,000発。最大2尺玉が打ち上げられる他、スターマイン、仕掛け花火がある。
- 岐阜県内で岐阜新聞及び岐阜放送が主催（又は後援）する花火大会、「岐阜新聞・岐阜放送花火シリーズ」の一つである。

## 会場
- 大垣市東町
  - 揖斐川河畔（新揖斐川橋と揖斐大橋の中間付近）

## 交通機関
- 樽見鉄道樽見線東大垣駅下車、徒歩20分。

## その他
- 大垣花火大会は、元々は1948年（昭和23年）の水都まつりで行なわれた花火大会が最初である。この時の開催場所は大垣公園であった。現在の岐阜新聞主催となった後、開催場所は杭瀬川、北公園、三城公園など、幾度か変更されている。なお恒例化は当初岐阜タイムス（現・岐阜新聞）が難色を示していたが、1957年に水都花火大会として突如開催されることとなった。なおこの年は全国選抜長良川中日花火大会が初めて行われた年である。
- 2019年までは同じ7月第4土曜日（または最終土曜日）に、岐阜市長良川河畔で中日新聞社が主催する全国選抜長良川中日花火大会が行われていた。
- 第55回大会は中止となった。東日本大震災（東北地方太平洋沖地震）によるものである[1]。
- 2017年に行われた第61回大会では、2尺玉が予定の高度まで上がらず低空で破裂。火の粉が近くの河川敷の枯れ草にかかり小火を起こす事故が発生。安全確認のため15分中断し再開されたが、終盤で打ち上げられる予定の2尺玉などが中止となった。
- 2020年から2022年（第64、65、66回）は新型コロナウイルスの流行により中止。2023年に4年ぶりに開催（第67回）された。